# Dolichocolon klapperichi
Dolichocolon klapperichi là một loài ruồi trong họ Tachinidae.